# Microtus qazvinensis
Microtus qazvinensis és una espècie de mamífer rosegador de la família dels cricètids. És endèmic del nord-oest de l'Iran. No se sap gaire cosa sobre l'hàbitat que ocupa, però probablement és similar al de M. guentheri i M. irani. Es desconeix si hi ha cap amenaça significativa per a la supervivència d'aquesta espècie, tot i que és poc probable. El seu nom específic, qazvinensis, significa ‘de Qazvín’ en llatí.